# Tristan Clémençon
Tristan Clémençon, né le 19 septembre 1989 en Lot-et-Garonne, est un joueur de poker professionnel français et ancien membre du Team Winamax.

## Biographie
En août 2006, Tristan joue pour la première fois au poker, grâce à son frère qui lui apprend les règles. Ils jouent avec des farfalles pour remplacer les jetons.
Peu de temps après, il commence à jouer sur internet, et gagne ses premiers freerolls.
Puis à 18 ans, il joue des tournois multi-table et des sit-and-go payant en montant progressivement le montant de ces buy-in.
Tristan obtient d'excellents résultats et réussit à monter une belle bankroll. Son pseudo est superroger47.
En mars 2008, il participe à son premier tournoi live à 300 € au cercle Wagram et le remporte avec un gain de 5 000 €.
Il enchaîne par l'Irish Open, où il termine 10e d'un side event à 1 500 € et gagne 4 810 €. C'est après ce tournoi que Tristan décide de devenir joueur professionnel.
En mai 2008, il gagne un tournoi à l'Aviation Club de France à 1 000 €. Il remporte 30 000 €.
Du 12 au 17 janvier 2009, pendant les EFOP à l'Aviation Club de France, Tristan fait partie des joueurs payés sur trois tournois et participe à deux tables finales. Il gagne en tout plus de 26 000 €.
Trois jours plus tard, il joue l'EPT de Deauville, il termine 3e et remporte 284 800 €.
En mars 2009, il finit 2e du POP 2 000 € à l'Aviation Club de France et gagne 51 225 €.
Tristan a aussi gagné 39 020 € aux EPT de Budapest, San Remo et Monte-Carlo.
En octobre 2009, il termine 10e du WPT de Marrakech pour 23 070 €.
En mai 2010, il termine en table finale du WPT de Barcelone avec une 6e place pour 51 000 €.
Le 12 juin 2011, il termine en 10e place de l'Event #17: $1.500 H.O.R.S.E. des WSOP 2011 pour 18 577 $.
En septembre 2012, Winamax met fin à son contrat de sponsoring. Il sort du circuit de poker professionnel.
Entre 2008 et 2012, Tristan Clémençon a gagné plus de 1 200 000 $ en tournois live.
En 2013, en association avec Edouard Katz, ancien Team Manager chez Eurosport Poker, il se lance dans la restauration rapide avec un Food truck nommé La Brigade